# Брент Сібрук
Брент Сібрук (англ. Brent Seabrook; 20 квітня 1985, м. Ричмонд, Канада) — канадський хокеїст, захисник. Виступає за «Чикаго Блекгокс» у Національній хокейній лізі.
Виступав за «Летбридж Гаррікейнс» (ЗХЛ), «Норфолк Адміралс» (АХЛ), «Чикаго Блекгокс».
В чемпіонатах НХЛ — 763 матчі (71+247), у турнірах Кубка Стенлі — 107 матчів (18+38).
У складі національної збірної Канади учасник зимових Олімпійських ігор 2010 (7 матчів, 0+1), учасник чемпіонату світу 2006 (8 матчів, 0+0). У складі молодіжної збірної Канади учасник чемпіонатів світу 2004 і 2005. У складі юніорської збірної Канади учасник чемпіонату світу 2003.
Досягнення
- Олімпійський чемпіон (2010)
- Володар Кубка Стенлі (2010, 2013, 2015)
- Переможець молодіжного чемпіонату світу (2005), срібний призер (2004).
- Переможець юніорського чемпіонату світу (2003)
- Учасник матчу всіх зірок НХЛ (2015)

Нагороди
- Найкращий захисник юніорського чемпіонату світу (2003)